# Юнацька збірна Ямайки з футболу (U-17)
Юнацька збірна Ямайки з футболу (U-17) — національна футбольна збірна Ямайки, що складається із гравців віком до 17 років. Керівництво командою здійснює Федерація Футболу Ямайки.
Головним континентальним турніром для команди є Юнацький чемпіонат КОНКАКАФ з футболу (U-17), успішний виступ на якому дозволяє отримати путівку на Чемпіонат світу (U-17). Також може брати участь у товариських і регіональних змаганнях. Протягом 1980-х років також функціонувала й у форматі U-16.